# Pablo Urtasun
Pablo Urtasun Pérez (Urdiain, 29 marzo 1980) è un dirigente sportivo ed ex ciclista su strada spagnolo. Ciclista professionista dal 2005 al 2016, dal 2020 è direttore sportivo del team Equipo Kern Pharma.

## Carriera
Buon gregario dotato di spunto veloce, passa professionista nel 2005 tra le file del Team Kaiku, dopo aver compiuto uno stage due anni prima con il Team CSC. Dopo due stagioni si trasferisce alla Liberty Seguros Continental, squadra portoghese con cui conquista alcune vittorie. A partire dalla stagione 2009, e fino a tutto il 2013, veste i colori della formazione basca Euskaltel-Euskadi. Nelle ultime tre stagioni di attività veste le divise di PinoRoad, Team Ukyo e Funvic Soul Cycles-Carrefour.

## Palmarès
- 2002 (Caja Rural Equipo Amateur)

6ª tappa Volta Ciclista Internacional a Lleida (El Pont de Suert > Lleida)
5ª tappa Vuelta Ciclista a León (León > León)
- 2003 (Caja Rural Equipo Amateur)

1ª tappa, 2ª semitappa, Vuelta Ciclista Internacional a Extremadura (Don Benito > Almendralejo)
1ª tappa Vuelta a Galicia (La Coruña > La Coruña)
3ª tappa Vuelta a Galicia (Ribeira > Ribeira)
- 2004 (Caja Rural Equipo Amateur)

3ª tappa Vuelta a Cordoba (Lucena > Lucena)
3ª tappa Vuelta Ciclista a Navarra (Sangüesa > Sangüesa)
2ª tappa Vuelta a Palencia (Aguilar de Campoo > Saldaña)
6ª tappa Vuelta a Palencia (Palencia > Palencia)
- 2006 (Kaiku, una vittoria)

1ª tappa Volta ao Alentejo (Vendas Novas > Vendas Novas)
- 2007 (Liberty Seguros, due vittorie)

3ª tappa Vuelta a La Rioja (Logroño > Logroño)
2ª tappa, 1ª semitappa, Volta ao Sotavento Algarvio
- 2008 (Liberty Seguros, due vittorie)

5ª tappa Vuelta Asturias (Cangas del Narcea > Oviedo)
4ª tappa Rota do Vinho Verde (San Tirso > San Tirso)
- 2010 (Euskaltel-Euskadi, una vittoria)

1ª tappa Vuelta Asturias (Oviedo > Llanes)
- 2012 (Euskaltel-Euskadi, una vittoria)

7ª tappa Tour of Britain (Barnstaple > Dartmouth)
- 2013 (Euskaltel-Euskadi, una vittoria)

1ª tappa Vuelta a Castilla y León (Arevalo > Valladolid)

## Piazzamenti

### Grandi Giri
- Giro d'Italia

2013: ritirato (5ª tappa)
- Tour de France

2011: 149º
- Vuelta a España

2010: 101º
2013: 122º

### Classiche monumento
- Milano-Sanremo

2010: 136º
2012: 132º
- Giro delle Fiandre

2009: ritirato
2010: ritirato
2012: ritirato
- Parigi-Roubaix

2009: fuori tempo
2010: ritirato
2012: ritirato
- Giro di Lombardia

2010: ritirato